# Cosa mi manchi a fare
(Calcutta, Cosa mi manchi a fare)
Cosa mi manchi a fare è un singolo composto dal cantautore italiano Calcutta, pubblicato il 27 settembre 2015, contenuto nell'album Mainstream.

## Storia della canzone
Calcutta improvvisò alla tastiera il ritornello, registrandolo per caso in un video, poi se ne dimenticò. Anni dopo ritrovò il video e completò la canzone. Decise di chiamare Pesaro la donna protagonista del testo (tenendo in conto il precedente di Roma nun fa' la stupida stasera), come la città nella quale aveva vissuto per un periodo durante i suoi viaggi solitari. Riguardo a questo il cantautore ha affermato:
(Calcutta)

## Video
Il videoclip della canzone è stato diretto da Francesco Lettieri. Il protagonista è un bambino che si aggira nei quartieri Centocelle, Pigneto e Torpignattara di Roma.
A un mese dalla sua pubblicazione su YouTube raggiunse un milione di visualizzazioni, contribuendo significativamente alla fama del cantautore. A fine 2018, sono più di 15 milioni gli ascolti totalizzati dal brano su Youtube.